# Liste der Landschaftsschutzgebiete in Köln
Die Liste der Landschaftsschutzgebiete in Köln enthält die Landschaftsschutzgebiete der kreisfreien Stadt Köln in Nordrhein-Westfalen.

## Liste
| Bild                                                                       | Nummer        | Bezeichnung des Gebietes                                                                           | Fläche in Hektar | WDPA-ID   | Koordinaten | Datum der Verordnung |
| -------------------------------------------------------------------------- | ------------- | -------------------------------------------------------------------------------------------------- | ---------------- | --------- | ----------- | -------------------- |
|                                                                            | LSG-4906-0008 | LSG Chorbusch, Pletschbachtal und Umgebung                                                         | 259,71           | 555555346 | Position    | 1991                 |
|                                                                            | LSG-4906-0010 | LSG Erholungsgebiet Stöckheimer Hof und Freiraum Esch/Auweiler                                     | 767,62           | 555555347 | Position    | 1991                 |
| weitere Bilder                                                             | LSG-4907-0010 | LSG Pletschbachtal und Waldbereiche um das Wasserwerk Weiler                                       | 766,92           | 555555357 | Position    | 1991                 |
| weitere Bilder                                                             | LSG-4907-0011 | LSG Rhein und Rheinauen Worringen bis Merkenich                                                    | 149,41           | 555555358 | Position    | 1991                 |
| LSG Fühlinger See und Freiraum östlich Fühlingen                           | LSG-4907-0012 | LSG Fühlinger See und Freiraum östlich Fühlingen                                                   | 619,86           | 555555359 | Position    | 1991                 |
|                                                                            | LSG-4907-0013 | LSG Alte Worringer Rheinschleife                                                                   | 400,54           | 555555360 | Position    | 1991                 |
|                                                                            | LSG-4907-0014 | LSG Freiraum und Grünverbindungen um Blumenberg, Chorweiler und Seeberg bis Esch                   | 440,34           | 555555361 | Position    | 1991                 |
|                                                                            | LSG-4907-0015 | LSG Landschaftsraum um den Mädchenbusch und Grünverbindungen zum Rhein                             | 628,29           | 555555362 | Position    | 1991                 |
| weitere Bilder                                                             | LSG-4908-0024 | LSG Dünnwalder Wald                                                                                | 514,00           | 555555386 | Position    | 1991                 |
| weitere Bilder                                                             | LSG-5006-0023 | LSG Äußerer Grüngürtel Müngersdorf bis Marienburg und verbindende Grünzüge                         | 1593,21          | 555555480 | Position    | 1991                 |
|                                                                            | LSG-5006-0024 | LSG Freiräume um Lövenich und Widdersdorf                                                          | 458,23           | 555558454 | Position    | 1991                 |
| LSG Rhein, Rheinauen und Uferbereiche von Flittard bis Rodenkirchen        | LSG-5007-0001 | LSG Rhein, Rheinauen und Uferbereiche von Flittard bis Rodenkirchen                                | 771,14           | 555558456 | Position    | 1991                 |
| weitere Bilder                                                             | LSG-5007-0003 | LSG Innerer Grüngürtel                                                                             | 155,77           | 555558458 | Position    | 1991                 |
| weitere Bilder                                                             | LSG-5007-0004 | LSG Melatenfriedhof                                                                                | 43,21            | 555558459 | Position    | 1991                 |
| weitere Bilder                                                             | LSG-5007-0005 | LSG Erholungsgebiet Bürgerpark Nord und angrenzende Grünverbindungen                               | 285,80           | 555558460 | Position    | 1991                 |
| weitere Bilder                                                             | LSG-5007-0006 | LSG Äußerer Grüngürtel Nüssenberger Busch bis Müngersdorf                                          | 788,50           | 555558461 | Position    | 1991                 |
| weitere Bilder                                                             | LSG-5007-0007 | LSG Äußerer Grüngürtel am Bergheimer Hof und Grünverbindungen zum Rhein und zum Inneren Grüngürtel | 454,69           | 555589415 | Position    | 1991                 |
|                                                                            | LSG-5007-0008 | LSG Nordfriedhof und Ginsterpfad-Gelände                                                           | 125,24           | 555558463 | Position    | 1991                 |
| weitere Bilder                                                             | LSG-5007-0009 | LSG Takufeld/Rochuspark                                                                            | 41,00            | 555558464 | Position    | 1991                 |
|                                                                            | LSG-5007-0010 | LSG Freiraum um das Gremberger Wäldchen von Poll bis Heumar                                        | 658,62           | 555558465 | Position    | 1991                 |
| LSG Deutzer Friedhof und Umgebung                                          | LSG-5007-0011 | LSG Deutzer Friedhof und Umgebung                                                                  | 46,72            | 555558466 | Position    | 1991                 |
|                                                                            | LSG-5008-0004 | LSG Landschaftsraum Gut Leidenhausen und Freiräume um Brück                                        | 992,69           | 555558471 | Position    | 1991                 |
|                                                                            | LSG-5008-0005 | LSG Freiräume und Grünverbindungen zwischen Brück, Dellbrück, Merheim und Holweide                 | 634,02           | 555558472 | Position    | 1991                 |
| LSG Merheimer Heide und ehemaliger Festungsgürtel Ostheim bis Mülheim      | LSG-5008-0006 | LSG Merheimer Heide und ehemaliger Festungsgürtel Ostheim bis Mülheim                              | 415,33           | 555558473 | Position    | 1991                 |
| weitere Bilder                                                             | LSG-5008-0007 | LSG Dellbrücker Wald, vorgelagerte Freiräume und verbindende Grünbereiche                          | 429,81           | 555558474 | Position    | 1991                 |
| weitere Bilder                                                             | LSG-5107-0030 | LSG Rhein, Rheinauen und Uferbereiche von Rodenkirchen bis Langel rechtsrheinisch                  | 1229,78          | 555558584 | Position    | 1991                 |
| LSG Friedenswald, Forstbotanischer Garten und Grünverbindungen um Hahnwald | LSG-5107-0031 | LSG Friedenswald, Forstbotanischer Garten und Grünverbindungen um Hahnwald                         | 312,64           | 555558585 | Position    | 1991                 |
|                                                                            | LSG-5107-0032 | LSG Freiräume um Meschenich, Immendorf und Rondorf                                                 | 1000,90          | 555558586 | Position    | 1991                 |
|                                                                            | LSG-5107-0033 | LSG Freiräume um Zündorf, Wahn, Libur, Lind und Langel rechtsrheinisch                             | 1635,87          | 555558587 | Position    | 1991                 |